# Акцептні розрахунки
Акцептні розрахунки — одна з форм безготівкових розрахунків між господарськими організаціями за товари (послуги, роботи), коли платіж проводиться банком лише за згодою (акцептом) платника й за місцем, де знаходиться його рахунок. Сутність акцептних розрахунків полягає в тому, що постачальник після відвантаження (відпуску) товару виписує на покупця рахунок — платіжну вимогу і здає її в банк, який обслуговує постачальника, на інкасо. Банк постачальника надсилає цю вимогу в банк покупця для пред'явлення до акцепту і виконання платежу. Платіж здійснюється за умов, коли платник надсилає в банк письмову згоду на оплату або коли він у певний строк не заявить у банк, який його обслуговує, про часткову або повну відмову від акцепту.